# Bucy-lès-Cerny
Pour les articles homonymes, voir Bucy et Cerny (homonymie).
Bucy-lès-Cerny est une commune française située dans le département de l'Aisne en région Hauts-de-France.
Elle ne doit pas être confondue avec Cerny-lès-Bucy, commune voisine située dans le même département.

## Géographie

### Localisation
Bucy-lès-Cerny est située en amont de la vallée du ruisseau de Sart l'Abbé aux confins de la plaine laonnoise et de la forêt de Saint-Gobain.

### Hydrographie
La commune est située dans le bassin Seine-Normandie. Elle est drainée par le ruisseau du Sart Labbe et le fossé 02 de la commune de Bucy-les-Cerny,,.
Le ruisseau du Sart Labbe, d'une longueur de 14 km, prend sa source dans la commune de Crépy et se jette  dans l'Ardon à Chivy-lès-Étouvelles, après avoir traversé huit communes.

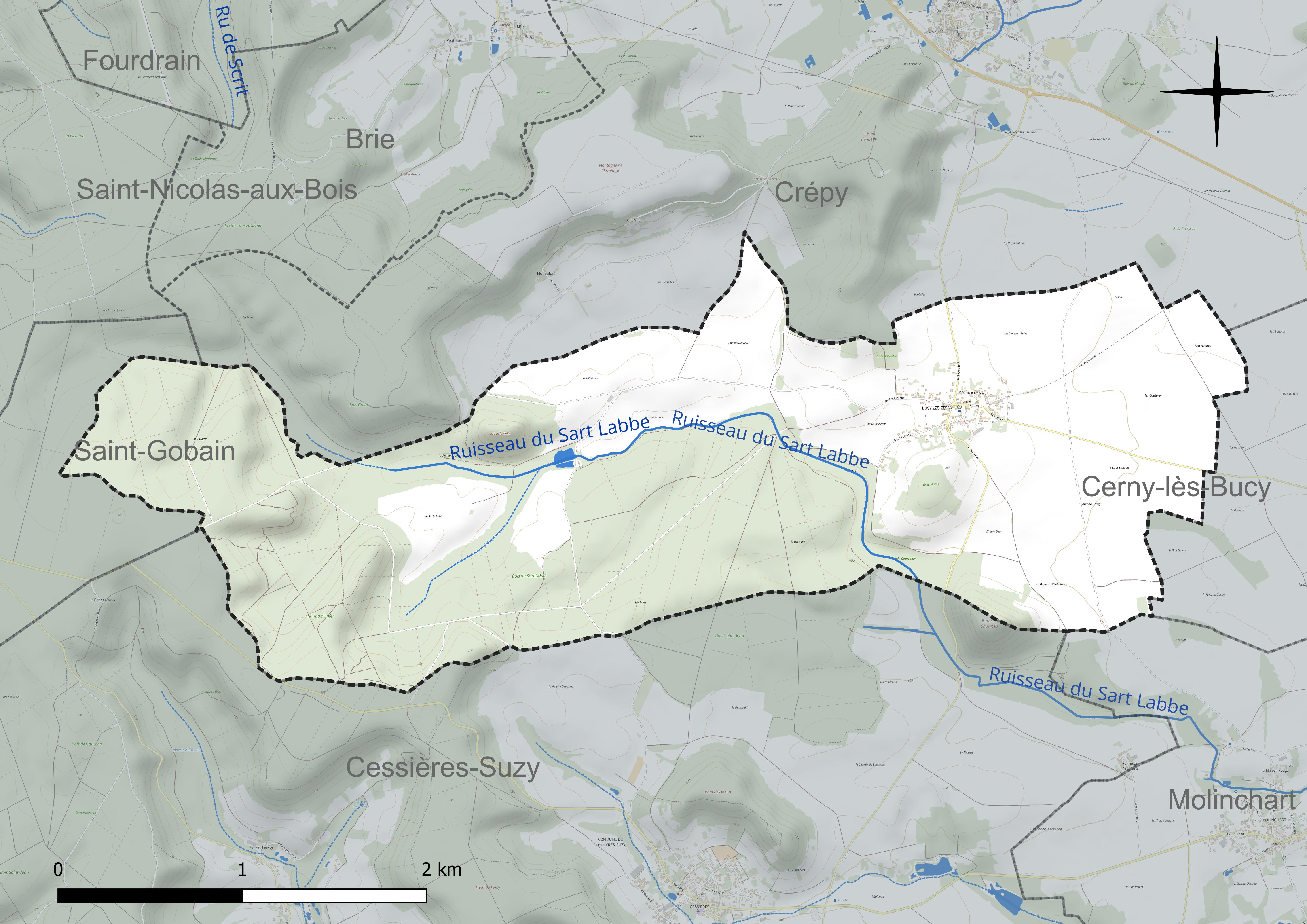
Réseau hydrographique de Bucy-lès-Cerny.

### Climat
Pour des articles plus généraux, voir Climat des Hauts-de-France et Climat de l'Aisne.
En 2010, le climat de la commune est de type climat océanique dégradé des plaines du Centre et du Nord, selon une étude du CNRS s'appuyant sur une série de données couvrant la période 1971-2000. En 2020, Météo-France publie une typologie des climats de la France métropolitaine dans laquelle la commune est exposée à un climat océanique altéré et est dans la région climatique Nord-est du bassin Parisien, caractérisée par un ensoleillement médiocre, une pluviométrie moyenne régulièrement répartie au cours de l'année et un hiver froid (3 °C).
Pour la période 1971-2000, la température annuelle moyenne est de 10,3 °C, avec une amplitude thermique annuelle de 15,1 °C. Le cumul annuel moyen de précipitations est de 748 mm, avec 12,4 jours de précipitations en janvier et 8,9 jours en juillet. Pour la période 1991-2020, la température moyenne annuelle observée sur la station météorologique la plus proche, située sur la commune d'Aulnois-sous-Laon à 7 km à vol d'oiseau, est de 11,0 °C et le cumul annuel moyen de précipitations est de 685,6 mm,. Pour l'avenir, les paramètres climatiques de la commune estimés pour 2050 selon différents scénarios d'émission de gaz à effet de serre sont consultables sur un site dédié publié par Météo-France en novembre 2022.

## Urbanisme

### Typologie
Bucy-lès-Cerny est une commune rurale,. Elle fait en effet partie des communes peu ou très peu denses, au sens de la grille communale de densité de l'Insee,.
Par ailleurs la commune fait partie de l'aire d'attraction de Laon, dont elle est une commune de la couronne. Cette aire, qui regroupe 106 communes, est catégorisée dans les aires de 50 000 à moins de 200 000 habitants,.

### Occupation des sols
L'occupation des sols de la commune, telle qu'elle ressort de la base de données européenne d'occupation biophysique des sols Corine Land Cover (CLC), est marquée par l'importance des forêts et milieux semi-naturels (49,9 % en 2018), une proportion identique à celle de 1990 (49,9 %). La répartition détaillée en 2018 est la suivante : 
forêts (49,9 %), terres arables (46,8 %), zones urbanisées (3,3 %).
L'évolution de l'occupation des sols de la commune et de ses infrastructures peut être observée sur les différentes représentations cartographiques du territoire : la carte de Cassini (XVIIIe siècle), la carte d'état-major (1820-1866) et les cartes ou photos aériennes de l'IGN pour la période actuelle (1950 à aujourd'hui).

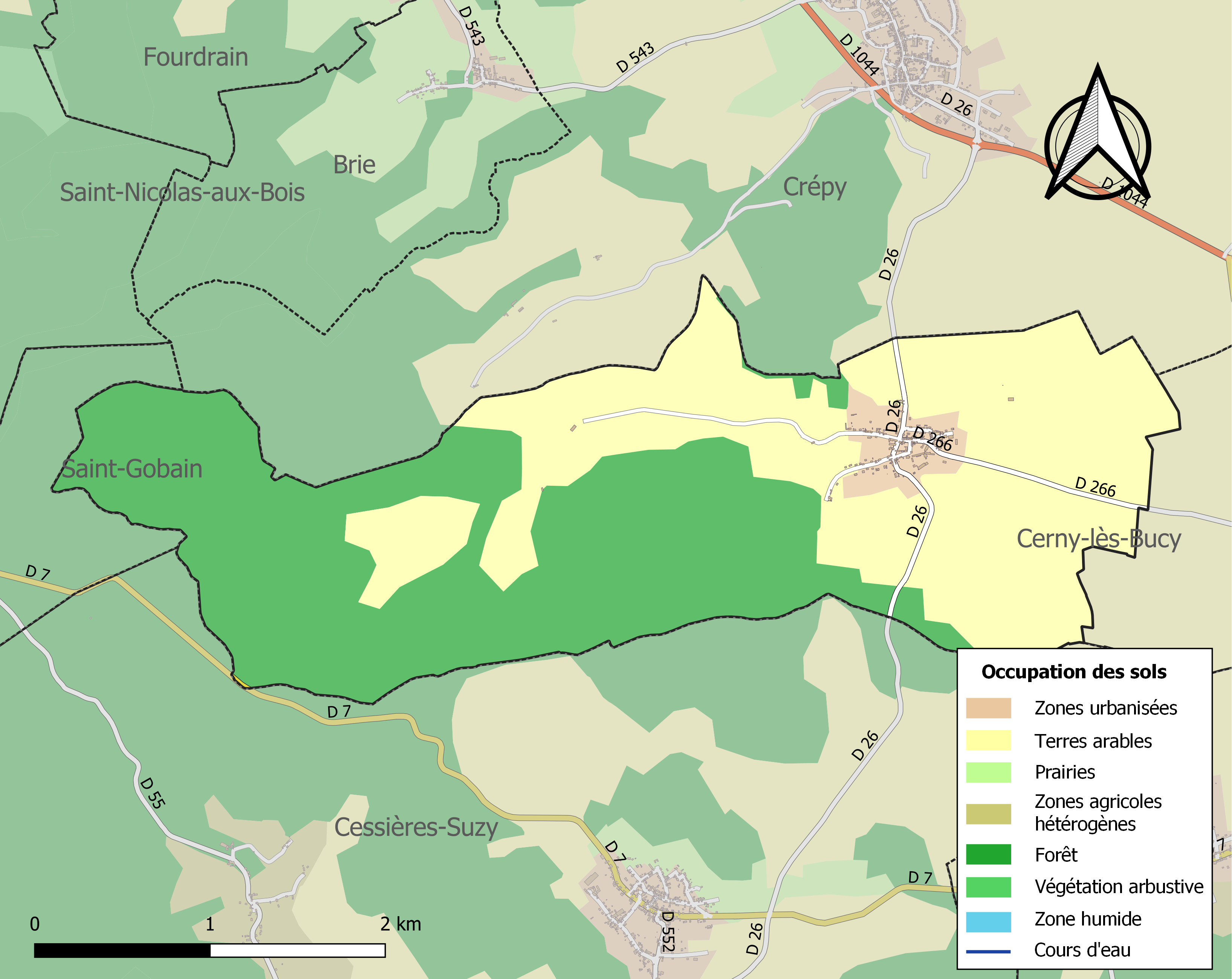
Carte des infrastructures et de l'occupation des sols de la commune en 2018 (CLC).
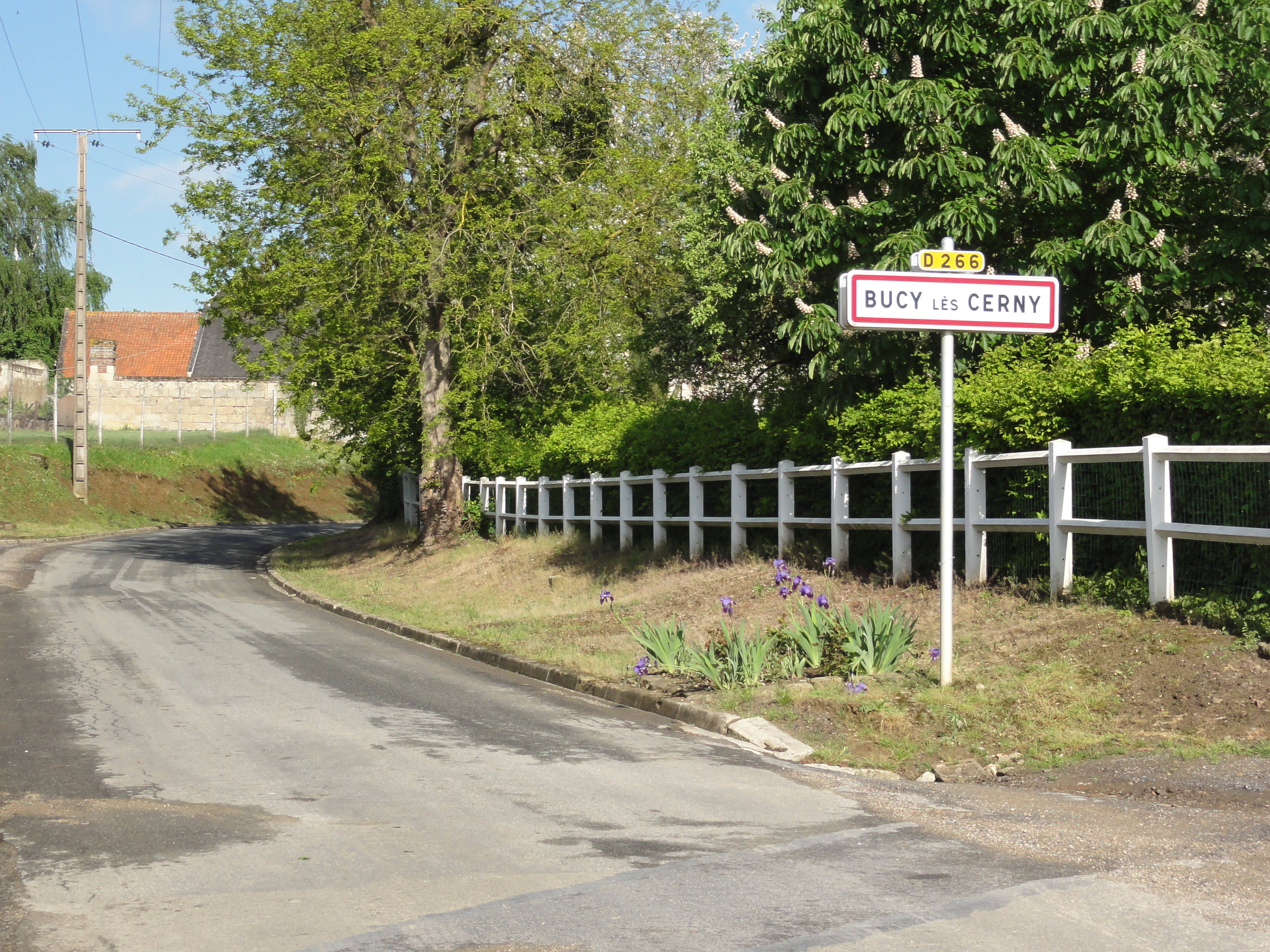
Entrée de Bucy-lès-Cerny.

## Toponymie
Le nom de la localité est attesté sous les formes « Altare de Buceio cum appendicio suo nomine Rivulo » (1125) ; Villa de Buci (1181) ; Buissiacum (1260) ; Villa et territorium de Bucy (1274) ; villa de Buciaco (1287) ; Bucy-dalez-Sarny (1358) ; Bucy-en-Laonnois-les-Crespy (1376) ; Bucy-les-Crespy (1454) ; Bucy-les-Sarny (1499) ; Bussy-les-Serny (1500) ; Bucy-près-Sarny (1517) ; Bucy-juxta-Crespy (1525) ; Bussy-les-Crespy (1536) ; Bucy-les-Ramonts (1583) ; Bucy-en-Laonnois (1546) ; Bucy-au-Ramon (1675) ; Bussy-les-Cerny (1729) ; Bussy-les-Ramonts.
La préposition « lès » permet de signifier la proximité d'un lieu géographique par rapport à un autre lieu. En règle générale, il s'agit d'une localité qui tient à se situer par rapport à une ville voisine plus grande. La commune de Bucy indique qu'elle se situe près de Cerny-lès-Bucy.

## Histoire
Le nom de Bucy apparaît pour la première fois au VIIe siècle (Buceium).
Bucy-lès-Cerny fut une importante localité de la culture viticole axonaise. Il ne reste plus rien des vignobles jadis magnifiques.

## Politique et administration

### Découpage territorial
La commune de Bucy-lès-Cerny est membre de la communauté d'agglomération du Pays de Laon, un établissement public de coopération intercommunale (EPCI) à fiscalité propre créé le 1er janvier 2014 dont le siège est à Aulnois-sous-Laon. Ce dernier est par ailleurs membre d'autres groupements intercommunaux.
Sur le plan administratif, elle est rattachée à l'arrondissement de Laon, au département de l'Aisne et à la région Hauts-de-France. Sur le plan électoral, elle dépend du  canton de Laon-1 pour l'élection des conseillers départementaux, depuis le redécoupage cantonal de 2014 entré en vigueur en 2015, et de la première circonscription de l'Aisne  pour les élections législatives, depuis le dernier découpage électoral de 2010.

### Administration municipale
| Période                                  | Période                   | Identité           | Étiquette | Qualité                                            |
| ---------------------------------------- | ------------------------- | ------------------ | --------- | -------------------------------------------------- |
| Les données manquantes sont à compléter. |                           |                    |           |                                                    |
|                                          | 1875                      | Denizon            |           |                                                    |
| 1876                                     |                           | Bernot             |           |                                                    |
| 1878                                     |                           | Luzin              |           |                                                    |
| mars 2001                                | mars 2014                 | Michel Van Hamme   | DVD       | Exploitant agricole                                |
| mars 2014                                | En cours (au 27 mai 2020) | Philippe Van Hamme | DVD       | Exploitant agricole Réélu pour le mandat 2020-2026 |

## Démographie
L'évolution du nombre d'habitants est connue à travers les recensements de la population effectués dans la commune depuis 1793. Pour les communes de moins de 10 000 habitants, une enquête de recensement portant sur toute la population est réalisée tous les cinq ans, les populations de référence des années intermédiaires étant quant à elles estimées par interpolation ou extrapolation. Pour la commune, le premier recensement exhaustif entrant dans le cadre du nouveau dispositif a été réalisé en 2008.

En 2022, la commune comptait 188 habitants, en évolution de −10,48 % par rapport à 2016 (Aisne : −1,97 %, France hors Mayotte : +2,11 %).
| 1793 | 1800 | 1806 | 1821 | 1831 | 1836 | 1841 | 1846 | 1851 |
| ---- | ---- | ---- | ---- | ---- | ---- | ---- | ---- | ---- |
| 150  | 187  | 197  | 228  | 221  | 263  | 279  | 256  | 290  |

| 1856 | 1861 | 1866 | 1872 | 1876 | 1881 | 1886 | 1891 | 1896 |
| ---- | ---- | ---- | ---- | ---- | ---- | ---- | ---- | ---- |
| 255  | 272  | 275  | 249  | 252  | 256  | 287  | 272  | 255  |

| 1901 | 1906 | 1911 | 1921 | 1926 | 1931 | 1936 | 1946 | 1954 |
| ---- | ---- | ---- | ---- | ---- | ---- | ---- | ---- | ---- |
| 268  | 253  | 226  | 202  | 204  | 171  | 178  | 213  | 234  |

| 1962 | 1968 | 1975 | 1982 | 1990 | 1999 | 2006 | 2008 | 2013 |
| ---- | ---- | ---- | ---- | ---- | ---- | ---- | ---- | ---- |
| 228  | 192  | 175  | 159  | 188  | 170  | 179  | 182  | 207  |

| 2018 | 2022 | - | - | - | - | - | - | - |
| ---- | ---- | - | - | - | - | - | - | - |
| 197  | 188  | - | - | - | - | - | - | - |

## Économie
Au cours de la décennie 2000, à la suite de la construction de la rue du Sart-l'Abbé, Bucy connaît une croissance démographique modérée, bénéficiant de la proximité de l'agglomération laonnoise. Cependant, elle est devenue une commune dortoir, et ne possède plus de commerce.

## Culture locale et patrimoine

### Lieux et monuments

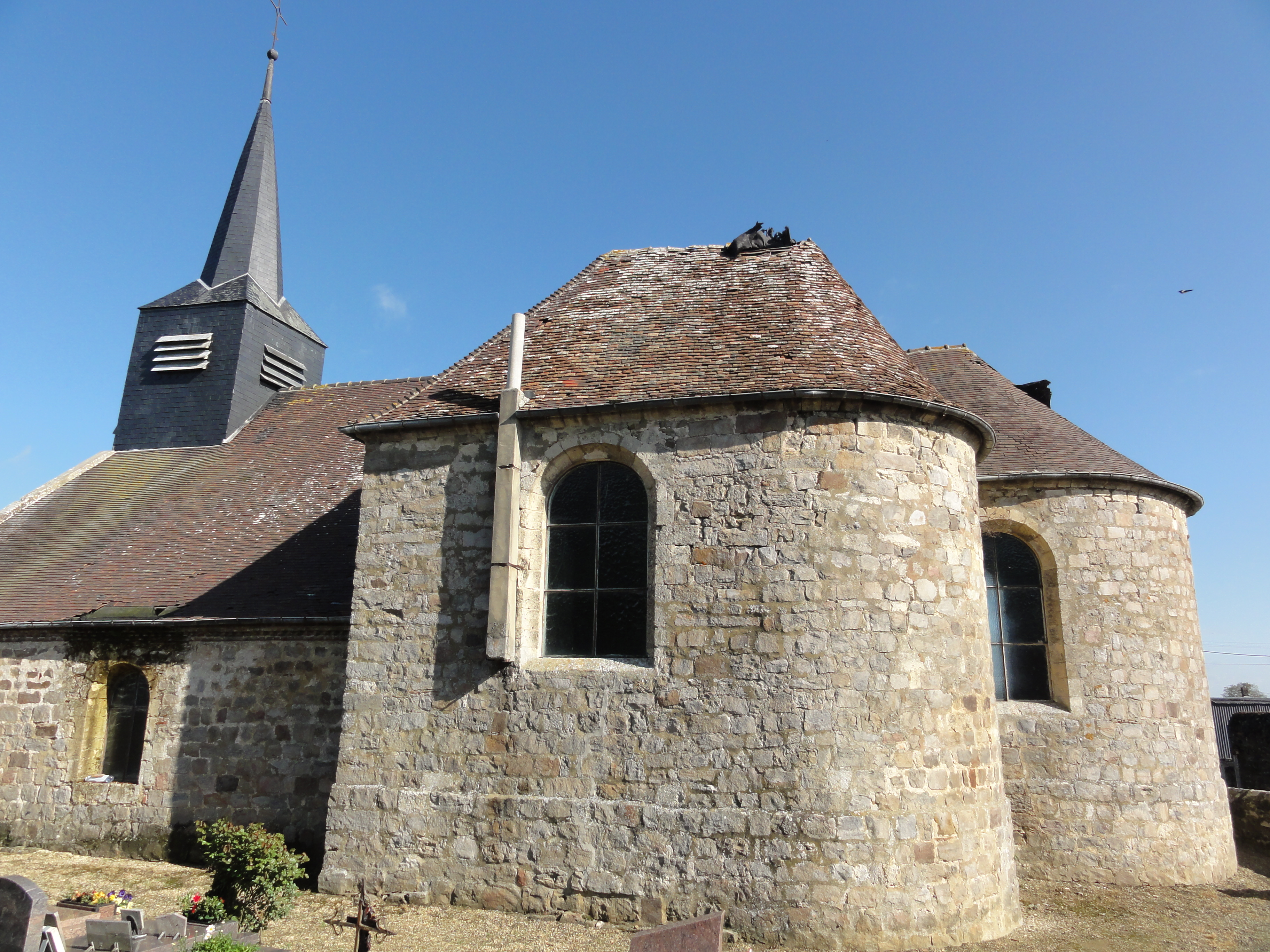
Église Saint-Basle.
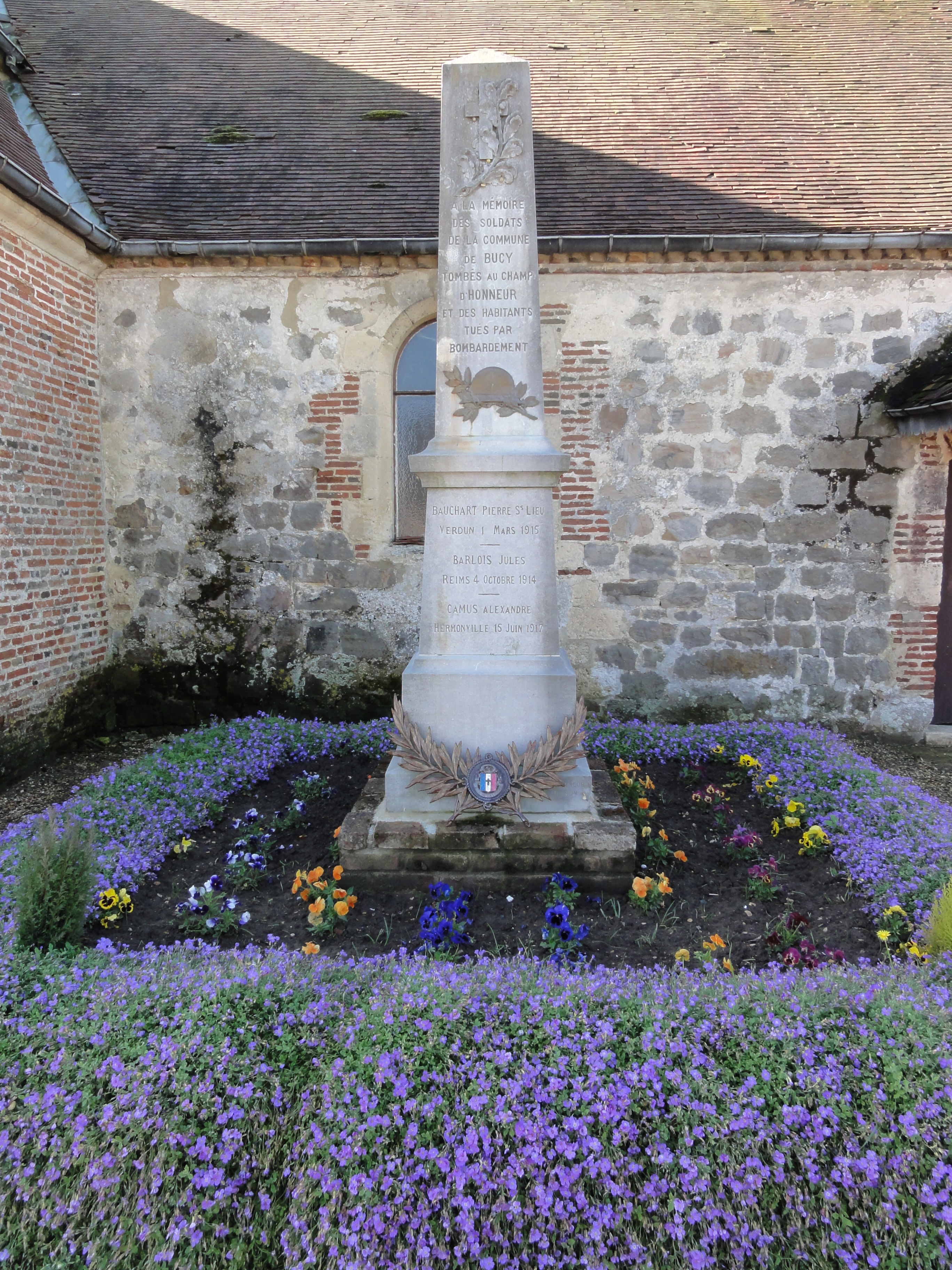
Monument aux morts.
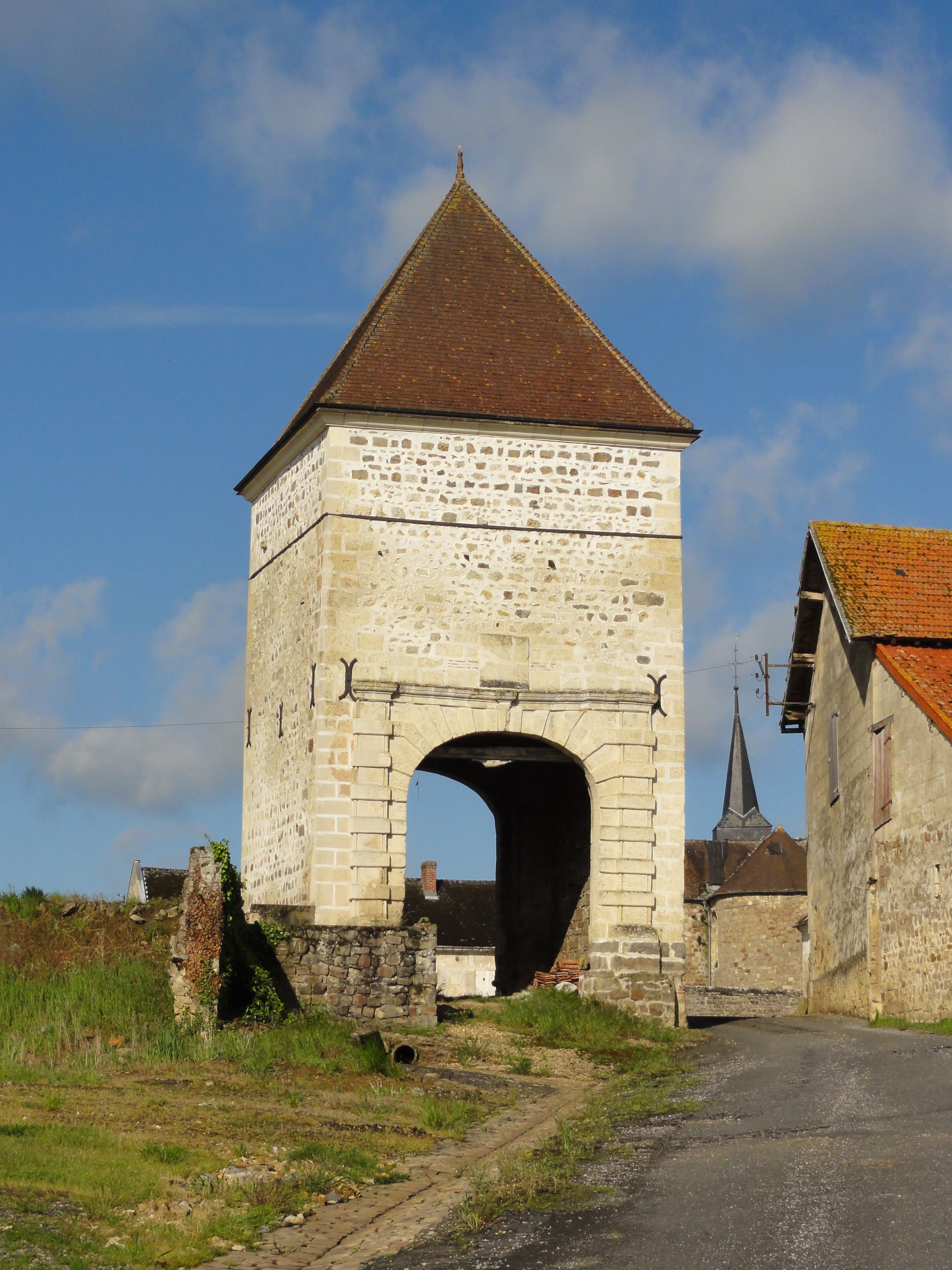
Porche-pigeonnier.
- Étang du Sart-l'Abbé.

- Église Saint-Basle.
- Monument aux morts.
- Porche-pigeonnier.

### Héraldique
| Blason de Bucy-lès-Cerny | Blason  | De gueules à trois épis de blé d'or posés en pal et sautoir ; au chef cousu de France. |
| Blason de Bucy-lès-Cerny | Détails | Le statut officiel du blason reste à déterminer.                                       |

## Pour approfondir